# カワサキ・MULE

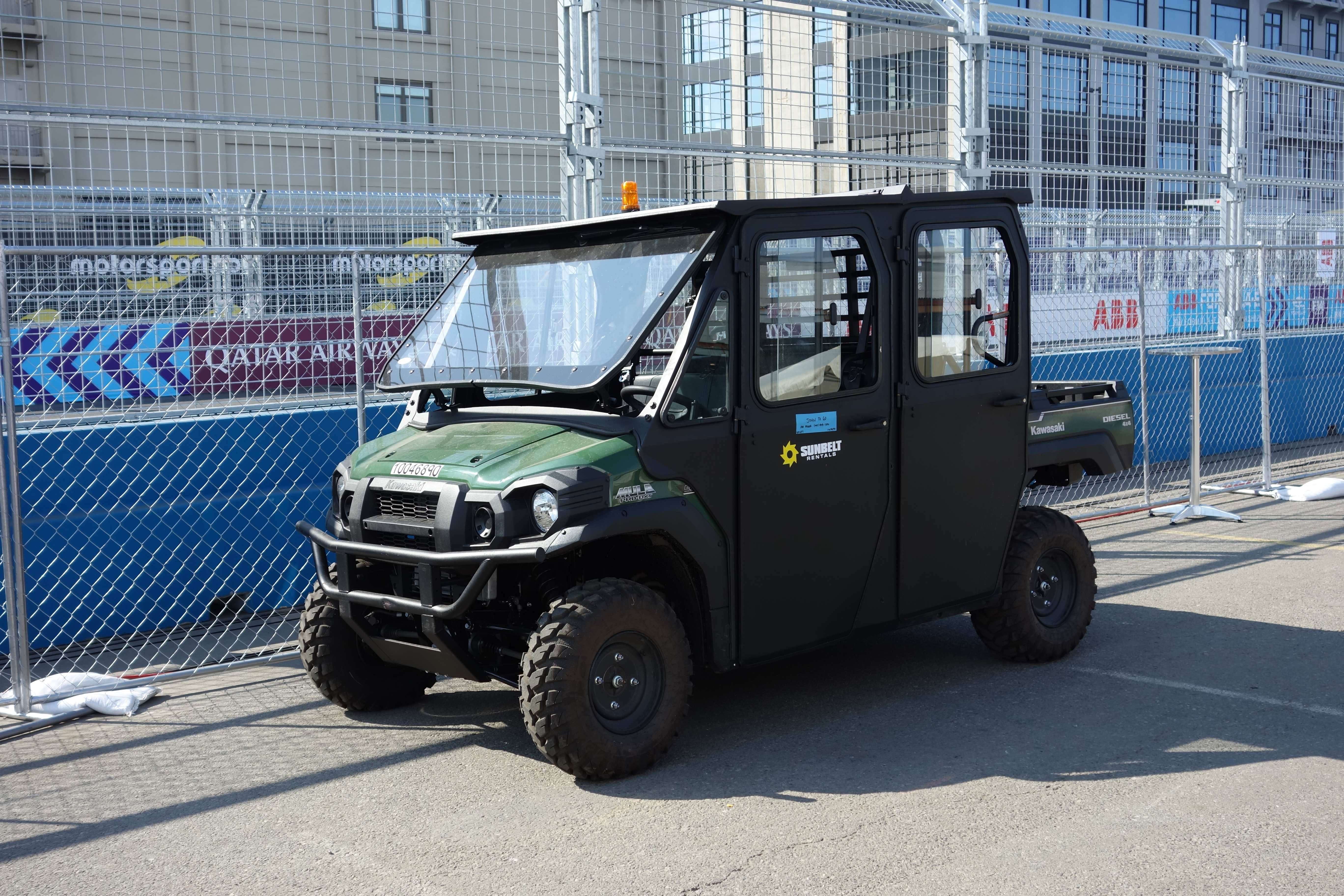

MULE（ミュール）は、カワサキモータースが日本国外向けに製造する多目的自動車のシリーズ。名称の「MULE」は「Multi-Use Light Equipment」の略である。

## 概要
カワサキが主に全地形対応車として、農場・牧場などの私有地内での移動や物資運搬を主眼において開発・製造しているシリーズ。元々公道での走行は想定しておらず、実際道路運送車両法に定められた保安基準を満たしていない部分も多いため、日本国内での公道走行は（改造等を行って別途認可を取らない限り）非合法である。

## 公道仕様
一方で悪路走行性能の高さや車両のコンパクトさなどから、その点を活かし特殊自動車としてのベース車両に選ばれることも多く、日本でも以下のような事例がある。

### モリタ・Red Ladybug
2018年にはモリタがMULE PRO-FX（EPS）をベースとした消防車「Red Ladybug」を発表している。

### 陸上自衛隊・汎用軽機動車
陸上自衛隊では、V-22（オスプレイ）搭載用車両の候補として6両を「汎用軽機動車」として2018年（平成30年）度に試験調達、2020年（令和2年）現在、水陸機動団で評価試験中である。車体は「Red Ladybug」同様の道路運送車両法に適合した保安部品が取り付けられており、民間型との違いは航空機搭載用の固縛フック、外装部品OD色の塗装、桜マーク等となっている。2024年（令和6年）に発生した能登半島地震においては、通常の車両では進入が困難な地域における人命救助や物資輸送などに使用された。

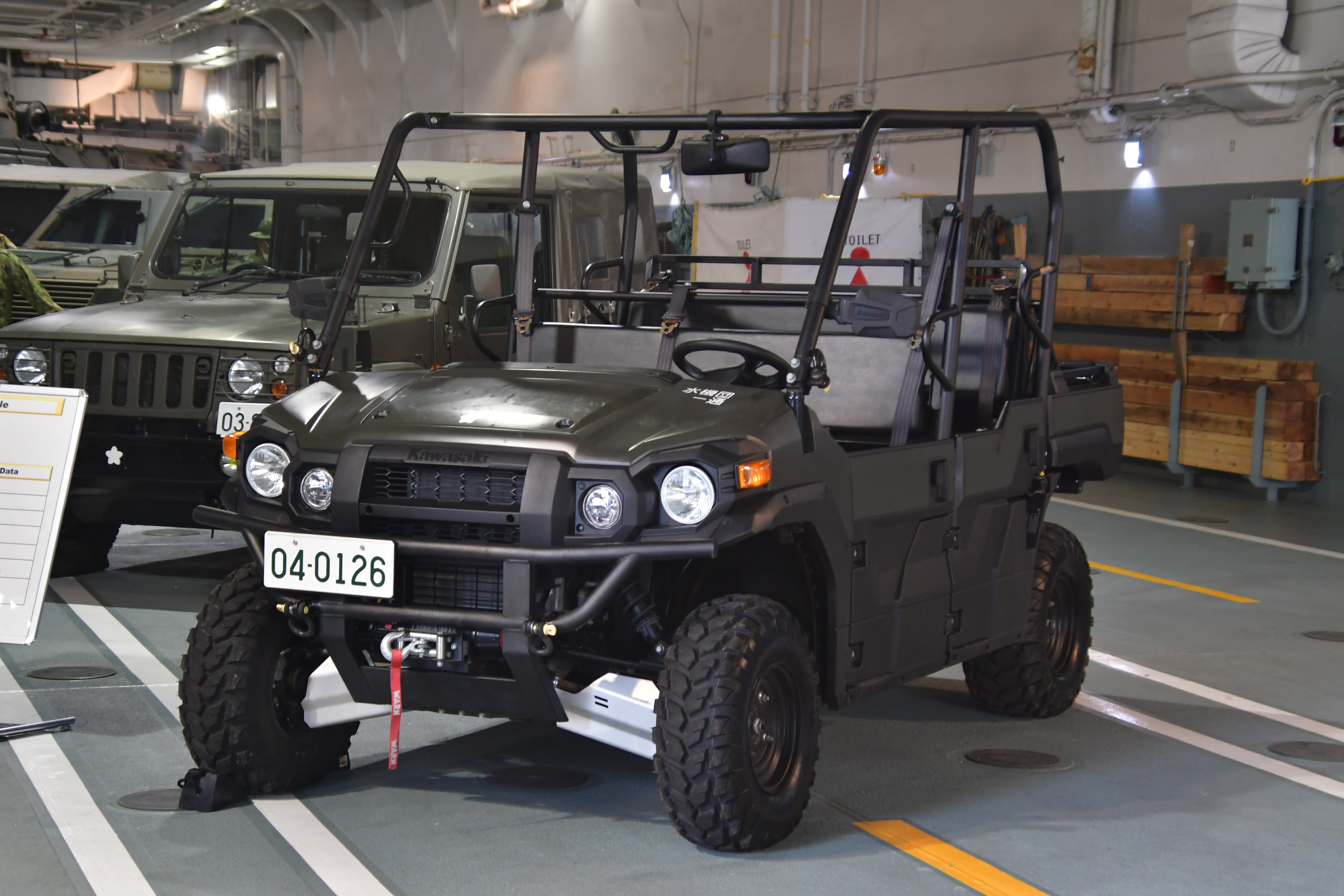
汎用軽機動車